# Райфайзен Арена
„Райфайзен Арена“ е мултифункционален стадион в Пашинг, Австрия. Използва се за футболни срещи и тук играят домакинските си срещи отборите на ЛАШК Джуниърс и ЛАСК. Стадионът е построен през 1990 г. и има капацитет от 7 870 седящи места. През 2017 г. стадионът е разширен.
В средата на 2019 г. Райфайзен придобива правата за наименование на стадиона до 2022.